# Verchnjaja Salda
Verchnjaja Salda (ryska: Ве́рхняя Салда) är en stad i Sverdlovsk oblast i Ryssland. Den ligger vid floden Salda 195 kilometer norr om Jekaterinburg. Folkmängden uppgår till cirka 44 000 invånare.

## Historia
Orten grundades 1778. Stadsrättigheter erhölls 1938.